# Arnaldo Toro
Arnaldo Toro (Mayagüez, 28 ottobre 1997) è un cestista portoricano.

## Carriera
Con Porto Rico ha disputato i Campionati mondiali (2023) e le Olimpiadi (2024).

## Palmarès

### Squadra
- Campionato lettone: 1

VEF Riga: 2023-2024
- Coppa di Lettonia: 1

VEF Riga: 2024

### Individuale
- LBL MVP finali: 1

VEF Riga: 2023-2024